# Veles (geslacht)
Veles is een monotypisch geslacht van vogels uit de familie van de nachtzwaluwen (Caprimulgidae). De wetenschappelijke naam van het geslacht is voor het eerst geldig gepubliceerd in 1918 door Bangs.

## Soorten
De volgende soort is bij het geslacht ingedeeld:
- Veles binotatus – Bootstaartnachtzwaluw